# Erik Jan Rippmann
Erik Jan Rippmann (* 11. August 1968 in Zürich) ist ein Schweizer Regisseur, Autor, Schauspieler und Professor für Improvisation und Film. Als Unternehmensberater entwickelt er interdisziplinäre Formate an der Schnittstelle von Kunst, Bildung und Wirtschaft – mit künstlerischer, transformativer und strategischer Ausrichtung. Er lebt und arbeitet hauptsächlich in Österreich.

## Leben und Karriere
Erik Jan Rippmann absolvierte 1990 bis 1994 seine Schauspielausbildung am Konservatorium der Stadt Wien. Seit 1994 ist er als Schauspieler auf der Bühne sowie im Film und Fernsehen aktiv. 2005 erhielt er ein Dramatikerstipendium des Bundes und den Förderungspreis des Landes Kärnten in der Sparte „Darstellende Kunst“. Von 2006 bis 2008 absolvierte er einen Executive MBA in International Arts Management (Universität Salzburg, Fudan University Shanghai, Columbia College Chicago). Seit 2017 liest er regelmäßig neue Literatur für den ORF – zunächst für den Kunstsonntag, später für die Ö1-Radiogeschichten. Er war u. a. Spielleiter an der neuebuehnevillach (2002–2015), wo er seit 2002 auch regelmäßig Regie führte, sowie künstlerischer Leiter des Theaterfestival Spectrum (2003–2019) und Mitinitiator der "durch:formen Residenz- und Performancetage" (2017–2019) im Domenig Steinhaus.

## Lehre
Seit 2010 ist Rippmann Professor für Schauspiel an der Carinthian Music Academy Ossiach CMA (vormalig Kärntner Landeskonservatorium), wo er die Fächer Improvisation und Film unterrichtet.

## Publikationen und Projekte
Rippmanns Theaterstücke erscheinen u. a. im Thomas Sessler Verlag. Seine Arbeiten befassen sich häufig mit gesellschaftspolitischen Themen, etwa in „Zur goldenen Unschuld“ (2011) oder „Soll und Haben“ (2017). Mit der Künstlerin Claudia Six entwickelte er 2023 das interaktive Online-Projekt „Connective Dreaming“.

## Theaterstücke (Auswahl)
- „Money – ich verdiene nichts Besseres“ (UA 2018, nbv, Rechte Thomas Sessler Verlag Wien)
- „Soll und Haben – oder durch die Bank korrupt“ (UA 2017, nbv, Rechte Thomas Sessler Verlag Wien)
- „Yade und Dudl“ (UA 2015, nbv)[7]
- „Zur goldenen Unschuld“ (UA 2011, nbv)[8]
- „Die Kommission“ (UA 2008 Festival „Werkstatt 08“ Steiermark)
- „War Room – das Stück zur Wahl“ (UA 2006, nbv)
- „Copyright“ (UA 2004, nbv, Rechte Thomas Sessler Verlag Wien)[9]
- „Sitcom“ (UA 2000, Aktionstheater Ensemble)[10]

## Film und Fernsehen (als Schauspieler)
- Tatort: Krank (Lotus Film, ORF/ARD 2020, Regie: Rupert Henning)
- Dennstein & Schwarz: Rufmord (Film 27, ORF und ARD Degeto 2020, Regie: Michael Rowitz)
- Soko Donau: Wir sind viele (Satel Film, ORF/ZDF, 2016, Regie: Sascha Bigler)
- Alles Fleisch ist Gras (Allegro Film, ORF, 2014, Regie: Reinhold Bilgeri)
- Die Toten vom Bodensee (Graffilm/Rowboatfilm, ORF/ZDF, 2014, Regie: Andreas Linke)
- Tatort: Unvergessen (Graffilm, ORF ARD, SFR 2013, Regie: Sascha Bigler)
- Die Fälscher (Magnolia Film 2008, Regie: Stefan Ruzowitzky)
- Jump (TWR Media, 2006, Regie: Joshua Sinclair)
- Der Besuch der alten Dame (Monafilm, ORF, 2008, Regie: Nikolas Leytner)
- Pepperminta (2009, Regie: Pipilotti Rist)
- Wir sind so verhasst (France 2, 2007, Regie: Franck Apprederis)
- All the Queens Men (Dor Film, 2001, Regie: Stefan Ruzowitzky)
- Late Night Show (ORF, Regie: Niki List)
- Soko Kitzbühel: Marburg Fieber (ORF/ZDF, 2015, Regie: Gerald Liegel)
- Paul Kemp (Dor Film, ORF/ARD, 2013, Regie: Wolfgang Murnberger)
- CopStories (Gebhardt Productions, ORF, 2014, Regie: Paul Harather)
- Der Winzerkönig (Dorfilm, ORF, Regie: Claudia Jüptner)
- Vier Frauen und ein Todesfall (Dorfilm, ORF, 2007, Regie: Wolfgang Murnberger)
- Lieben wie gedruckt (ORF, 1995, Regie: Anton Reitzenstein)